# الزبابجة
الزبابجة فرع بلدي تابع لبلدية وادي الفضة بولاية الشلف يضم حوالي 15000 ألف نسمة حسب احصاء 2012 وهي منطقة تحدها من الشرق بلدية وادي الفضة ومن الغرب بلدية أم الذروع وعاصمة الولاية الشلف ومن الشمال بلدية أولاد عباس وبلدية بني راشد ومن الجنوب بلدية حرشون وبلدية الكريمية وتتوفر على مرافق عامة كالملعب البلدي وأماكن للراحة ومساحات خضراء وتعاني التهميش وسوء التسيير وانعدام المشاريع المفيدة للشباب من طرف بلدية وادي الفضة كماتحتوي على محجرتين واحدة للتراب والاخرى للحصى
الزبابجة منطة حضرية حيث تحتوي على 3 مدارس ابتدائية ومتوسطة وثانوية ومركز بريد وبلدية حيث تعتبر جسر بين وادي الفضة والشلف.
الزبابجة منطقة تاريخية اد وقعت معركة شهيرة يوم 8 ستمبر بها ويحتفل بها إلى حد الآن كما انها منطقة سياحية لتوفر بعض المستحثات بها في جبال الصروات.